# Sola... in quella casa
Sola... in quella casa (I, Madman) è un film del 1989 diretto da Tibor Takács. La pellicola ha vinto il Gran Premio al Festival internazionale del film fantastico di Avoriaz nel 1990.

## Trama
Virginia, una giovane bibliotecaria appassionata di letteratura dell'orrore, un giorno rinviene il romanzo "I, Madman", opera di Malcolm Brand, uno scrittore maledetto malato di mente e morto in manicomio. Il protagonista di questo romanzo è il dottor Kessler, un medico che, dopo essere impazzito in seguito alla morte della moglie, comincia ad uccidere e mutilare giovani donne sole, con lo scopo di ricreare, con le parti anatomiche delle vittime, il volto della defunta moglie. Dopo che Virginia ha cominciato a leggere il libro, alcuni suoi amici e conoscenti iniziano a morire di morte violenta ed ogni cadavere viene ritrovato mutilato; la lettura del libro ha portato incredibilmente in vita il pazzo Kessler che, saltato fuori dalle pagine del romanzo, ha intenzione di proseguire la sua macabra missione e di terminarla con l'assassinio di Virginia stessa.

## Critica
- Thriller fantastico, barocco e sanguinolento. Ottimi effetti speciali e una originale colonna musicale. Ma non si esce dai limiti di un esercizio di stile. Commento del dizionario Morandini che assegna al film due stelle su cinque di giudizio.[1]
- Citazioni da Dario Argento (Inferno) e da altri autori del genere fantasy. Commento del dizionario Farinotti che assegna al film due stelle su cinque di giudizio[2]
- Takacs conferisce alle immagini un tono magico e ossessivo molto appropriato alla vicenda. È un film che ha creato una figura negativa di indubbio fascino onirico, anche se non manca qualche scompenso. Commento del dizionario dei film horror che assegna al film tre stelle di giudizio.[3]

## Riconoscimenti
- 1990 - Festival internazionale del film fantastico di Avoriaz
  - Grand Prix

## Curiosità
- Randall William Cook (il dr. Kessler nel film) ha vinto 3 Oscar in qualità di tecnico per gli effetti speciali nella Trilogia del Signore degli Anelli.